# Popis srednjovjekovnog oružja
Slijedi popis srednjovjekovnog oružja, kao i oruđa i sredstava rabljenih u srednjovjekovnim bitkama.

## Prsa u prsa
Ovo je bilo koje oružje koje ne koristi projektile, tj. gdje su i korisnik i meta istovremeno u kontaktu s oružjem.
Postoje dvije osnovne podjele:
- Oružje s oštricom (mač, sjekira, nož...)
- Oružje za lomljenje (buzdovan, jutarnja zvijezda, flejl....)

- Mač
- Handžar
- Nož
- Buzdovan
- Wakizashi
- Katana
- Daišo
- Tomahavk
- Ratna sjekira
- Mlat
- Ratni čekić
- Jutarnja zvijezda
- Srp
- Kratki mač
- Kunai
- Mačeta
- Dugi mač
- Sablja
- Klejmor
- Vikingška sjekira

## Motka
Ovo oružje je prvenstveno namijenjeno bliskoj borbi, njena glavna karakteristika je ta što je neko od oružja prsa u prsa stavljeno na vrh motke (obično drvene). Ovo je jedno od najstarijih vrsta oružja. Koristilo se još u kamenom dobu, a najbolji je primjer ovog oružja koplje.
- Helebarda
- Koplje
- Trozubac
- Štap
- Bisento
- Glejv
- Jari
- Ratne vile

## Oružja na daljinu
Ovo oružje je namijenjeno borbi na daljinu. Snagom mišića se izbacuje projektil koji je usmjeren prema protivniku. Najpoznatiji su primjer oružja iz ove skupine luk i strijela. 
- Ratni luk
- Velški luk
- Hunski luk
- Kompozitni luk
- Samostrel
- Praćka
- Šuriken

## Opsadne sprave
Ovo su sprave koje su dizajnirane da razbiju ili obiđu (npr. ljestve) gradske zidine ili neku drugu vrstu utvrde prilikom opsade.  
- Katapult
- Brvno za razbijanje (ovan)
- Balista
- Čerobalista
- Katapulta
- Helepolis
- Mangonel
- Opsadna kula
- Trebočet
- Oranger

## Vatrena oružja
Vatreno oružje se može svrstati u oružja na daljinu, međutim bitna je razlika u tome što se kod vatrenog oružja projektil izbacuje pomoću barutnih plinova. Vatreno oružje može poslužiti i kao sprave za opsadu (top).
- Arkebuza
- Musketa
  -     - Blanderbus
    - Model 1795
    - Model 1816
    - Model 1822
    - Model 1842
    - Springfildski model 1812
    - Springfildski model 1840 Flintlock
    - Springfildski model 1855
    - Springfildski model 1861
    - Springfildski model 1863
- Top
  - Mons Meg
- Ispaljivač koplja

## Ratni brodovi
Ratni brod je plovilo izgrađeno s borbenom namijenom. Ratni brodovi obično su izgrađeni sasvim drugačije od civilnih, odnosno trgovačkih brodova. Osim što su naoružani, ratni brodovi u stanju su podnijeti veću štetu, brži su i imaju bolje manevarske sposobnosti od trgovačkih brodova. 
- Galeon
- Galija
- Trirema
- Kvinkverema
- Liburna
- Dromon
- Galijaca

## Oklop
Oklop je vrsta odijela koje je dizajnirano da štiti korisnika od povreda prilikom sukoba s neprijateljem. Različite vrste oklopa koristile su se kroz povijest. U početku su pravljeni od kože i kostiju, a kasnije od bronce i čelika.
- Lančani oklop
- Puni oklop
- Krljušt oklop
- Oklopne rukavice
- Štit

## Ostalo
- Kipuće ulje
- Trošiljak
- Grčka vatra
- Ratne kočije